# Албрехт фон Остербург и Велтхайм
Албрехт фон Остербург и Велтхайм (на немски: Albrecht von Osterburg und Veltheim) от род Велтхайм е през 12 век граф на Остербург и Велтхайм.

## Произход
Той е син на Вернер III фон Велтхайм (* ок. 1100; † сл. 1169), граф на Остербург, и Аделхайд фон Баленщет († 1139), вдовица на Хайнрих II фон Щаде, маркграф на Северната марка († 1128), дъщеря на Ото Богатия († 1123), и съпругата му Айлика Саксонска († 1142). Майка му е сестра на маркграф Албрехт Мечката. По-малък брат е на Вернер IV граф на Велтхайм († 1157 в Бранденбург).
Той прави дарение на манастир Стендал.

## Брак и деца
Жени се за Ода фон Артленбург, дъщеря на Зигфрид II фон Артленбург и Уда фон Хайнсберг. Те имат децата:
- Вернер V фон Велтхайм
- Албрехт фон Велтхайм
- Зигфрид II (* пр. 1207, † ок. 1238), граф на Остербург и Алтенхаузен, женен за София фон Вьолпе, дъщеря на граф Бернхард II фон Вьолпе († 1221) и София фон Дасел.